# Ballard, Kalifornija
Ballard je naseljeno područje za statističke svrhe u američkoj saveznoj državi Kalifornija. Prema popisu stanovništva iz 2010. u njemu je živjelo 467 stanovnika.